# Nery Castillo
Pour les articles homonymes, voir Castillo.
Nery Alberto Castillo Confalonieri, plus connu sous le nom de Nery Castillo (né le 13 juin 1984 à San Luis Potosí), est un ancien footballeur mexicain et Grec d'origine uruguayenne, par son père.

## Biographie
Surnommé « Nintendo », cet attaquant plutôt petit (1,70 m) a porté les couleurs du club grec d'Olympiakos Le Pirée après avoir débuté en Uruguay au Danubio. Il fait également partie depuis peu de la sélection mexicaine avec qui il dispute la Gold Cup 2007 puis la Copa America 2007 du 26 juin au 15 juillet. Il est considéré au Mexique comme le successeur d'Hugo Sánchez.
À l'occasion du premier match du Mexique contre le Brésil, il inscrit un but fantastique au gardien auriverde Julio Cesar. Il marquera au total 4 buts et sera considéré comme la principale révélation du tournoi.
Après avoir été la révélation de cette Copa America 2007, l'attaquant mexicain a signé en faveur du club ukrainien du Shakhtar Donetsk pour cinq ans et 20 millions d'euros. Plus de deux ans après ce transfert, il n'a cependant toujours pas réussi à s'imposer au sein du club ukrainien. Après des prêts à Manchester City et au Dniepr Dniepropetrovsk, la presse annonce le 14 janvier 2010 qu'il est prêté pour un an et demi à son ancien club, l'Olympiakos, afin de relancer sa carrière et de regagner sa place en sélection. Mais la transaction capote et le joueur retourne donc cirer le banc au Shakhtar Donetsk.
En juillet 2010, il s'engage pour les Chicago Fire pour un prêt d'un an, avec option d'achat.

## Équipe nationale
- 21 sélections et 6 buts en équipe du Mexique (au 2 avril 2009)
- Finaliste de la Gold Cup 2007

## Palmarès
- Championnat de Grèce :
  - Champion : 2003, 2005, 2006 et 2007.

- Coupe de Grèce :
  - Vainqueur : 2005 et 2006.
  - Finaliste : 2004.

- Gold Cup :
  - Finaliste : 2007.

- Coupe UEFA :
  - Vainqueur : 2009.